# Гамидов, Абдусамад Мустафаевич
Абдусама́д Мустафа́евич Гами́дов (род. 21 апреля 1966, село Мекеги, Дагестанская АССР) — российский государственный деятель, политик.
Председатель Правительства Республики Дагестан с 22 июля 2013 по  5 февраля 2018 года.

## Биография

### Происхождение
Родился 21 апреля 1966 года в с. Мекеги Левашинского района ДАССР.  По национальности даргинец. Родной брат Гамида Мустафаевича Гамидова — бывшего министра финансов РД, депутата Госдумы РФ.
После окончания в 1989 году Дагестанского политехнического института работал инструктором по спортсооружениям при Дагсовете спортобщества «Динамо».
С 1991 года — заместитель управляющего, а с 1993 года — председатель правления КБ «Эльбин».
В 1994 году назначен заместителем председателя Дагестанского отделения Сбербанка России.

### Государственная деятельность
В 1995 году избран депутатом, председателем подкомитета Народного Собрания Республики Дагестан.
В 1996 году назначен министром финансов Республики Дагестан.
В июле 2013 года назначен на пост Председателя Правительства Республики Дагестан.  Президент федерации спортивной борьбы Республики Дагестан.

### Уголовное дело
Задержан и этапирован ФСБ в Москву 4 февраля 2018 года по уголовному делу, возбуждённому СКР. Подозревается в хищении денежных средств, выделенных из бюджета Дагестана для реализации социальных программ на территории республики (ч. 4 ст. 159 УК РФ — мошенничество). 5 февраля 2018 года освобождён от должности врио Председателя Правительства Дагестана.
5 февраля Следственный комитет РФ возбудил уголовное дело о мошенничестве в особо крупном размере (ч. 4 ст. 159 УК РФ) против высокопоставленных членов правительства Дагестана. У исполнявшего с октября 2017 года обязанности премьер-министра республики Абдусамада Гамидова в ходе обыска по месту жительства были обнаружены и изъяты золотой пистолет ТТ», «Беретта» и пистолет Макарова, два автомата Калашникова, а также патроны.

## Награды и звания
Мастер спорта международного класса СССР.
В 2002 году награждён Почетной Грамотой Республики Дагестан.
Заслуженный работник физической культуры Республики Дагестан и заслуженный экономист Республики Дагестан.

## Семья
Женат, имеет шестерых детей.